# Седмица
Седмица (недеља) је јединица за време дужа од дана, а краћа од месеца. У већини модерних календара, укључујући Грегоријански календар, седмица је период од седам дана, као и најдужа конвенционално коришћена јединица за време која садржи фиксни број дана. Најшире је распрострањена и прихваћена теорија да је седмица настала као временски период између две месечеве мене. С обзиром да лунарни месец траје 29 1/2 дана то је трајање између две мене приближно 7 дана. На основу резултата ископавања су археолози закључили да су још људи каменог доба рачунали време повезано са месечевим менама.
За седмице може да се каже да формирају независан календар у континуитету који иде паралелно са разним другим календарима. Међутим, неки календари су тако дизајнирани да се неки датум појављује истог дана у седмици сваке године. Ово може да се уради тако што ће седмица бити независна од године, са неким данима у свакој години који не припадају ни једној недељи: предложени Светски календар има 52 седмице и 1 или 2 додатна дана годишње, док је Француски револуционарни календар имао 36 седмица од по 10 дана и 5 или 6 додатних дана. Година такође може да се направи да буде независна од седмице: бивши исландски календар је имао године од 52 или 53 седмице.

## Дефиниција и трајање
Недеља се дефинише као интервал од тачно седам дана, тако да је технички, изузев при прелазима на летње рачунање времена или услед преступних секунди,
1 недеља = 7 дана = 168 сати = 10.080 минута = 604.800 секунди.
У погледу грегоријанског календара:
- 1 грегоријанска година = 52 недеље + 1 дан (2 дана у преступној години)
- 1 недеља = 1600⁄6957 ≈ 22,9984% просечног грегоријанског месеца

У грегоријанској просечно години има 365,2425 дана, и стога тачно 52 71⁄400 или 52,1775 недеља (за разлику од јулијанске године са 365,25 дана или 52 5⁄28 ≈ 52,1786 недеље, што се не може представити коначном децималном експанзијом). Постоји тачно 20.871 недеља у 400 грегоријанских година, тако да је 22. април 1625. био уторак, као и 22. април 2025.
Релативно на путању Месеца, недеља је 23,659% просечног Месечевог циклуса или 94,637% његове просечне четвртине.
Историјски, систем доминичких слова (слова A до G која идентификују дане у недељи) је кориштен при одређивању дана у недељи. Дан у недељи се може лако одредити полазећи од датумовог јулијанског броја дана (ЈД, тј. целобројна вредност у подне UT): Додавањем јединице на остатак након дељења јулијанског броја дана са седам (ЈД модul 7 + 1) даје за дати датум дан у недељи према ISO 8601.

## Религија и порекло седмодневне недеље
Многе религије су у своје списе и догме уградиле седмицу као битан елеменат за човеково понашање у друштву и налазиле у томе божанску премису.
- Хинду цивилизација је била позната по концепту седмодневне седмице са примерима у Рамајани, светом епу у Санскриту око 300. п. н. е., где се спомиње "Bhanu"-vaar, што значи недеља, "Soma"-vaar, што значи месечев дан и тако даље.
- Стари Вавилонци су познати да су посматрали седмодневну недељу, где је сваки дан био посвећен различитом божанству. Значај броја седам долази из вавилонске астрономије. Постоји седам небеских (светлећих) тела која су нормално видљива голим оком (Сунце, Месец и пет видљивих планета) и они су повезали свако тело са божанством.
- Библијско стварање такође укључује седмодневну недељу, по којем је Бог радио шест дана, а седмог се одмарао, а Десет Заповести укључују Божја упутства за посматрање седмице.
- Исламски календар такође укључује седмодневну недељу.

## Касније употребе седмице
Разне групе становника Римског царства су усвојиле седмицу, поготово оне које су биле у источним деловима царства, као што је Египат, где је у употреби била седмодневна недеља. У савремено доба, хришћани који прате библијска упутства су раширили употребу седмице заједно са својом религијом.
Како су рани хришћани еволуирали од Јевреја до одвојене групе, разне групе су еволуирале од прослављања и јеврејског Сабата (субота) и првог дана Господовог дана (недеља) до прослављања само недеље. Видите: Сабат (хришћански); Шабат (јеврејски).
У раном 4. веку, римски цар Константин је регулисао употребу седмице због проблема миријанских употреба разних дана за религијске празнике и успоставио је недељу као дан за религијске празнике и одмор за све групе, а не само за Хришћане и остале који су већ празновали недељу.
Јевреји су задржали своју (најмање) 800 година дугу традицију празновања суботе. Касније, после успостављања ислама, петак је постао дан празновања те религије -- међутим исламска седмица и даље почиње недељом, а завршава се суботом, као и јеврејско-хришћанска седмица.
Седмодневна недеља је ускоро постала пракса код Хришћана, Јевреја и Муслимана. После европске колонизације и потоњег успона глобалног корпорацијског бизниса, седмодневна недеља је постала универзална у одржавању времена, чак и у културама које ју нису практиковале раније. Због дводневног викенда, неки модерни календари се завршавају недељом и почињу понедељком.

## Чињенице и бројке
- 1 седмица = 7 дана
- 1 седмица = 168 сати = 10.080 минута = 604.800 секунди (сем код прелаза код летњег рачунања времена или преступних секунди)
- 1 година = 52 седмице + 1 дан (2 дана у преступној години)
- 1 седмица = 23% просечног месеца (скоро тачно)

У Грегоријанској просечној години, постоји тачно 365,2425 дана, па самим тим 52,1775 седмице (за разлику од Јулијанске године од 365,25 дана, која се не дели равномерно на седмице). Постоји тачно 20871 седмица у 400 Грегоријанских година, тако да је 25. децембар 1601. године био уторак, исто као и 25. децембар 2001.

## Историја

### Древни Блиски исток
Најранији доказ астролошког значаја седмодневног периода повезан је са Гудеом, свештеником-краљем Лагаша у Сумеру за време династије Гутијан (око 2100. п. н. е.), који је саградио храм са седам соба, који је посветио са седмодневном фестивалу. У причи о потопу у асирско-вавилонском Епу о Гилгамешу, олуја траје седам дана, голуб се шаље после седам дана, а карактер налик Ноји Утнапиштима напушта барку седам дана након што доспе до чврстог тла.

### Јудаизам
Континуирани седмодневни циклус који се одвија кроз историју без осврта на месечеве фазе први пут је практикован у јудаизму, датирано најкасније у 6. век пре нове ере.
Постоји неколико хипотеза о пореклу библијског седмодневног циклуса.
Фридрих Делич и други су сугерисали да је седмодневна седмица која износи отприлике четвртина лунације имплицитно астрономско порекло седмодневне недеље, и заиста је вавилонски календар користио интеркаларне дане да синхронизује последњу недељу у месецу са младим месецом. Према овој теорији, јеврејска недеља је преузета од Вавилонаца док је уклоњена зависност од месеца.
Џорџ Арон Бартон је спекулисао да је седмодневни извештај о стварању у Постанку повезан са вавилонским епом о стварању, Енума Елиш, који је забележен на седам плоча.
У често цитираној сугестији која сеже до почетка 20. века, хебрејски Sabbath се пореди са сумерским sa-bat „средином одмора“, термином за пун месец. Сумерски израз је реконструисан као преведен Sapattum или Sabattum на вавилонском, вероватно присутан у изгубљеној петој плочи Енума Елиша, условно реконструисаном „[су]бат ће те тада срести, средином [месеца]“.